# ステラ・ヤング
ステラ・ジェーン・ヤング(Stella Jane Young、1982年2月24日 - 2014年12月6日) はオーストラリアのコメディアン、ジャーナリストであり、障害者人権活動家である。

## 生い立ち
ヤングは1982年にビクトリア州スタウェルに生まれた。先天性の骨形成不全症であり、人生の大半を車椅子で過ごした。
ディーキン大学のジーロング・キャンパスでジャーナリズムとパブリック・リレーションズの学士、メルボルン大学で教育学の準修士をとった。2004年に大学を卒業した彼女は、しばらく中学校の教師をしていた。

## キャリア

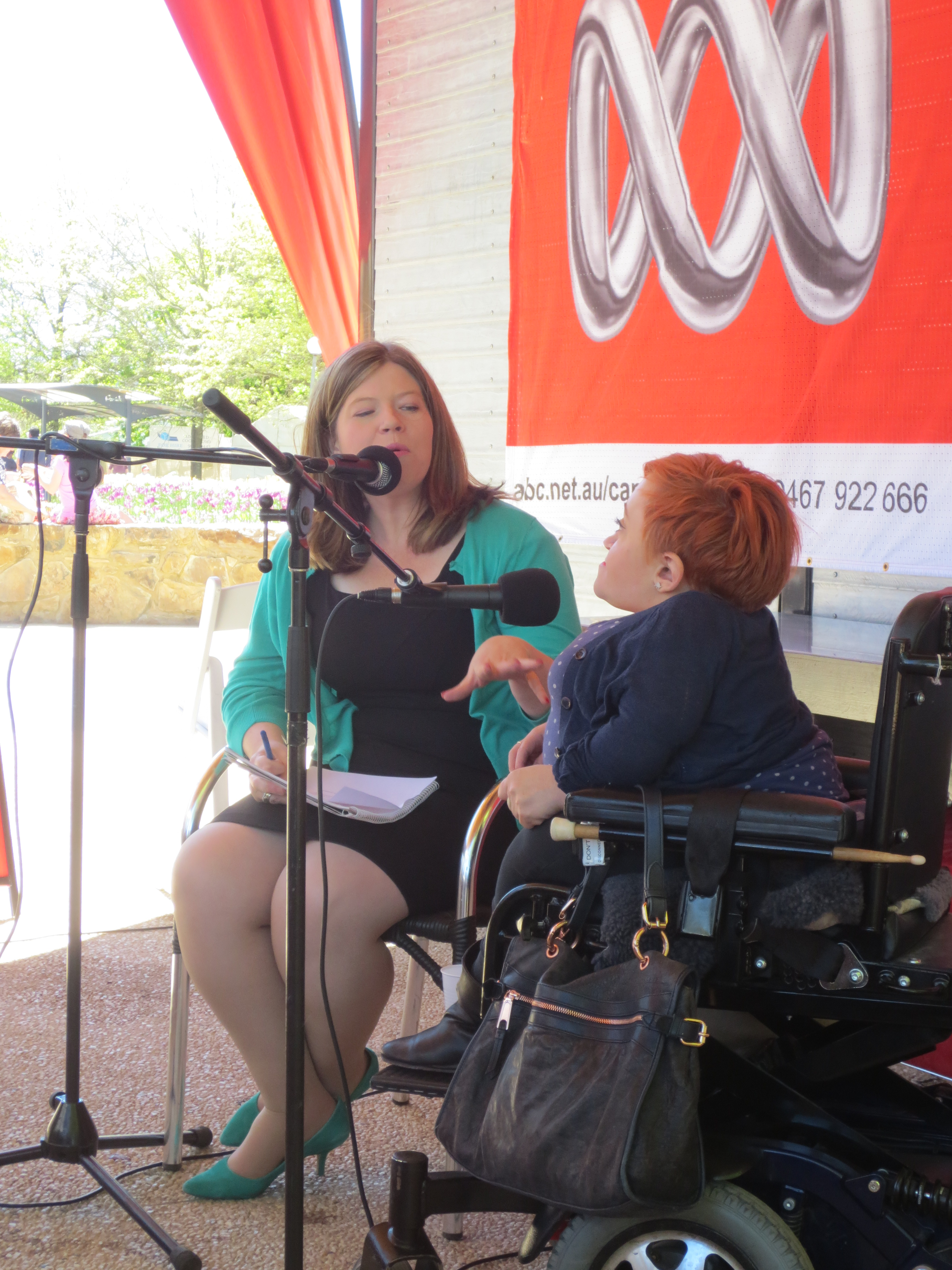
フロリアードでインタビューを受けるステラ・ヤング（2013年）

ヤングはオーストラリア放送協会(ABC)のウェブマガジン『Ramp Up 』の編集者であった。ABCに入る前は、メルボルン博物館で公開講座の講師も務めており、また同時に地域制作テレビChannel 31の障害文化を扱う番組『No Limits 』の司会者を8シーズン任されていた。
集団でのメディア露出の経験はあった彼女だが、2014年のメルボルン国際コメディ・フェスティバルにおいて、始めてソロ･パフォーマーとしてデビューすることになる。ネリー・トーマスの監修した『身障物語』(Tales from the Crip ) で、ヤングはフェスティバルの最優秀新人賞を獲得した。
同じ年の4月に、ヤングはTEDxSydney に出演した。彼女は「私は皆さんの感動の対象ではありません、どうぞよろしく」と題したトークにおいて、障害者を彼女がいうところの「感動ポルノ」に変えてしまう社会的な傾向を分析してみせた。
ヤングはビクトリア州障害者顧問委員会（Victorian Disability Advisory Council）を始めとするさまざまな障害者施策に関わる組織の委員であった。

## 死去
ヤングは2014年12月6日に亡くなった。おそらくは動脈瘤の破裂であった。